# Autochtones du Québec
 (juillet 2025).
- Abénaquis
- Malécites
- Micmacs
- Algonquins
- Attikameks
- Cris
- Innus
- Naskapis
- Wendats
- Mohawks
- Inuits

Les Autochtones du Québec constituent l’ensemble des peuples établis sur le territoire du Québec préalablement à la colonisation française de l'Amérique. 
Ces peuples sont réparties sur l'ensemble du territoire québécois au sein de 55 communautés séparés légalement en onze nations autochtones.
Linguistiquement ils comprennent trois groupes des peuples: 
- Algonquiens; 
  - les Abénaquis (W8banakiak), les Malécites (Wolastoqiyik) et les Micmacs (L'nuk);
  - les Algonquins (Anishinaabeg);
  - les Attikameks (Atikamekw Nehirowisiwok), les Cris (Eeyou et Eenou), les Innus, et les Naskapis.
- Iroquois; 
  - les Wendats et les
  - les Mohawks (Kanien'kehá:ka).
- Et les Inuits[1],[3],[4],[5].

D'un point de vue constitutionnel, les Autochtones au Québec sont divisés en deux groupes : les Inuits et les Premières Nations, ces dernières incluant toutes les nations autochtones dans la province à l'exception des Inuits.
Les Autochtones reconnus au Québec sont politiquement représentés par l'Assemblée des Premières Nations du Québec et du Labrador (APNQL), pour les Premières Nations, et l'Inuit Tapiriit Kanatami, pour les Inuits.

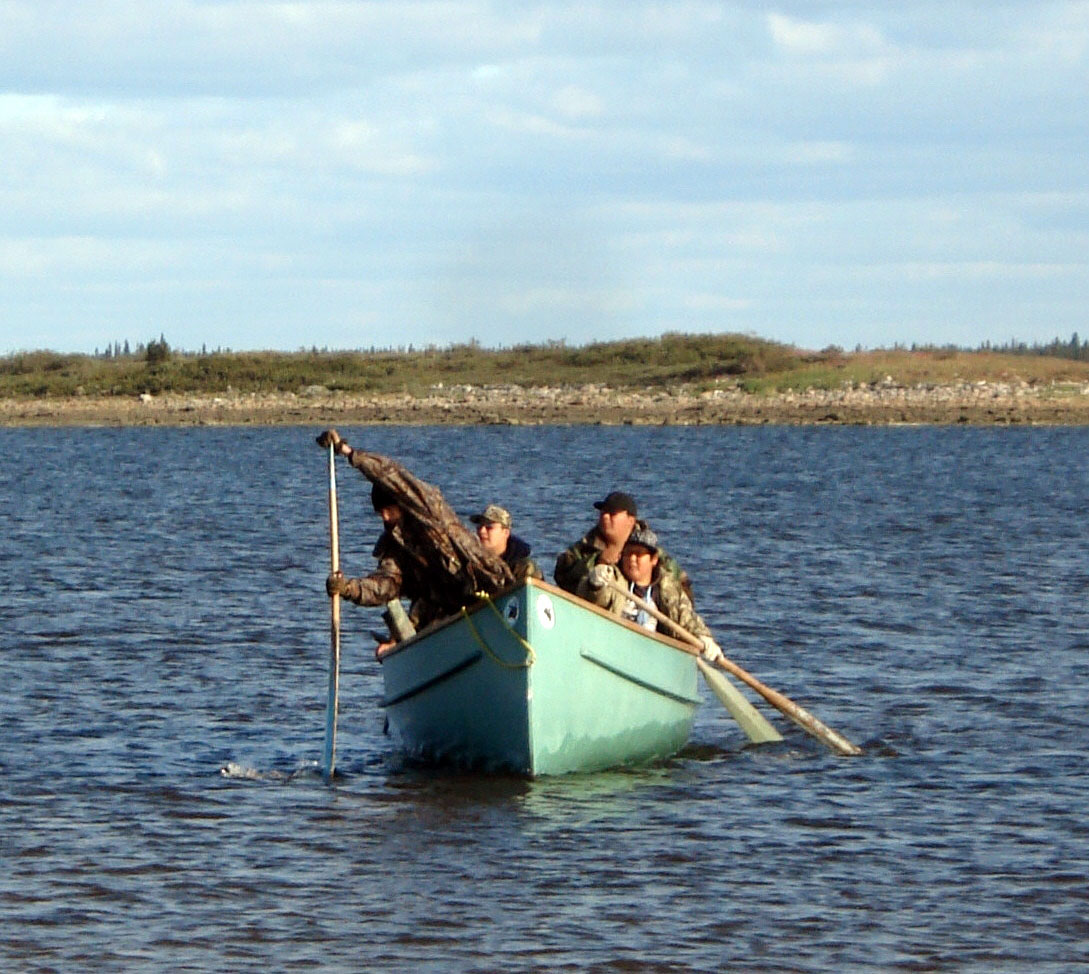
Eeyou de Chisasibi.

## Démographie
Les populations autochtones ont connu une forte régression démographique entre la colonisation européenne des Amériques à partir de la fin du XVe siècle et le milieu du XXe siècle. Cependant, depuis le milieu des années 1950, leur population ne cesse de s'accroître. Dans les années 2000 et 2010, ils composent 1 % de la population au Québec. Selon le recensement de Statistique Canada de 2006, 48 % de la population autochtone dans la province est âgée de moins de 30 ans.
| Année                  | Population |
| ---------------------- | ---------- |
| Milieu des années 1950 | 18 000     |
| Fin des années 1970    | 37 000     |
| 1997                   | 72 000     |
| 2001                   | 79 400     |
| 2012                   | 98 731     |
| 2019                   | 111 285    |

| Nations                              | Total  | Total   | Résidents | Résidents | Non-résidents | Non-résidents |
| ------------------------------------ | ------ | ------- | --------- | --------- | ------------- | ------------- |
| Nations                              | 2012   | 2019    | 2012      | 2019      | 2012          | 2019          |
| Anishinabeg (Algonquins)             | 11 026 | 12 607  | 6 090     | 6 604     | 4 936         | 6 003         |
| Atikamekw Nehirowisiwok (Attikameks) | 7 032  | 8 148   | 5 877     | 6 658     | 1 155         | 1 490         |
| Eeyou et Eenou (Cris)                | 17 483 | 19 953  | 15 281    | 18 557    | 1 281         | 1 396         |
| Wendats                              | 3 845  | 4 124   | 1 494     | 1 503     | 2 351         | 2 621         |
| Innus                                | 18 820 | 21 132  | 12 152    | 13 109    | 6 668         | 8 023         |
| Inuits                               | 11 640 | 13 168  | 10 429    | 12 362    | 735           | 806           |
| Kanien'kehá:ka (Mohawks)             | 18 185 | 19 633  | 14 551    | 15 128    | 3 634         | 4 505         |
| Mi'gmaq                              | 5 727  | 6 743   | 2 758     | 2 850     | 2 326         | 3 893         |
| Naskapis                             | 1 170  | 1 447   | 857       | 933       | 313           | 514           |
| W8banakiak (Abénaquis)               | 2 577  | 3 087   | 411       | 404       | 2 166         | 2 683         |
| Wolastoqiyik (Malécites)             | 1 102  | 1 243   | –         | –         | 1 102         | 1 243         |
| Total                                | 98 731 | 111 285 | 69 900    | 78 108    | 26 667        | 33 177        |

### Langues
Au Québec, plusieurs peuples autochtones parlent toujours leur langue d'origine. C'est notamment le cas des Attikameks, des Cris, des Innus, des Inuits et des Naskapis, où la majorité des locuteurs parlent leur langue d'origine. Il demeure que, faisant suite aux colonisations successives des Français et des Anglais en Amérique du Nord, plusieurs langues autochtones ne sont pratiquement plus parlées par leur population respective ou sont en voie de disparation, auxquelles se sont substituées le français ou l'anglais. La liste suivante répertorie les langues parlées par les autochtones au Québec : 
- abénaqui (aln8ba8dawaw8ga) ;
- algonquin (anicinapemiȣin) ;
- anglais ;
- atikamekw (atikamekw nehiromowin) ;
- français ;
- cri (iiyiyiuyimuwin) ;
- innu-aimun ;
- inuktitut ;
- malécite-passamaquoddy (wolastoqey latuwewakon) ;
- mohawk (kanien’kéha) ;
- micmac (mi’kmawi’simk) ;
- naskapi (iiyuw-iyimuuun) ;
- wendat.

## Nation inuite
Les Inuits sont un peuple autochtone dont le territoire approximatif correspond à l'actuel Nord-du-Québec au nord du 55e parallèle. Eux-mêmes dénomment leur territoire Nunavik, nom également reconnu par l'État québécois. Le Nunavik constitue la partie située au Québec de l'Inuit Nunangat, le grand territoire des nations inuites. Les Inuits du Québec sont répartis dans quatorze villages nordiques formant le Kativik, situés le long des côtes du Nunavik. Ils sont divisés en trois groupes principaux :

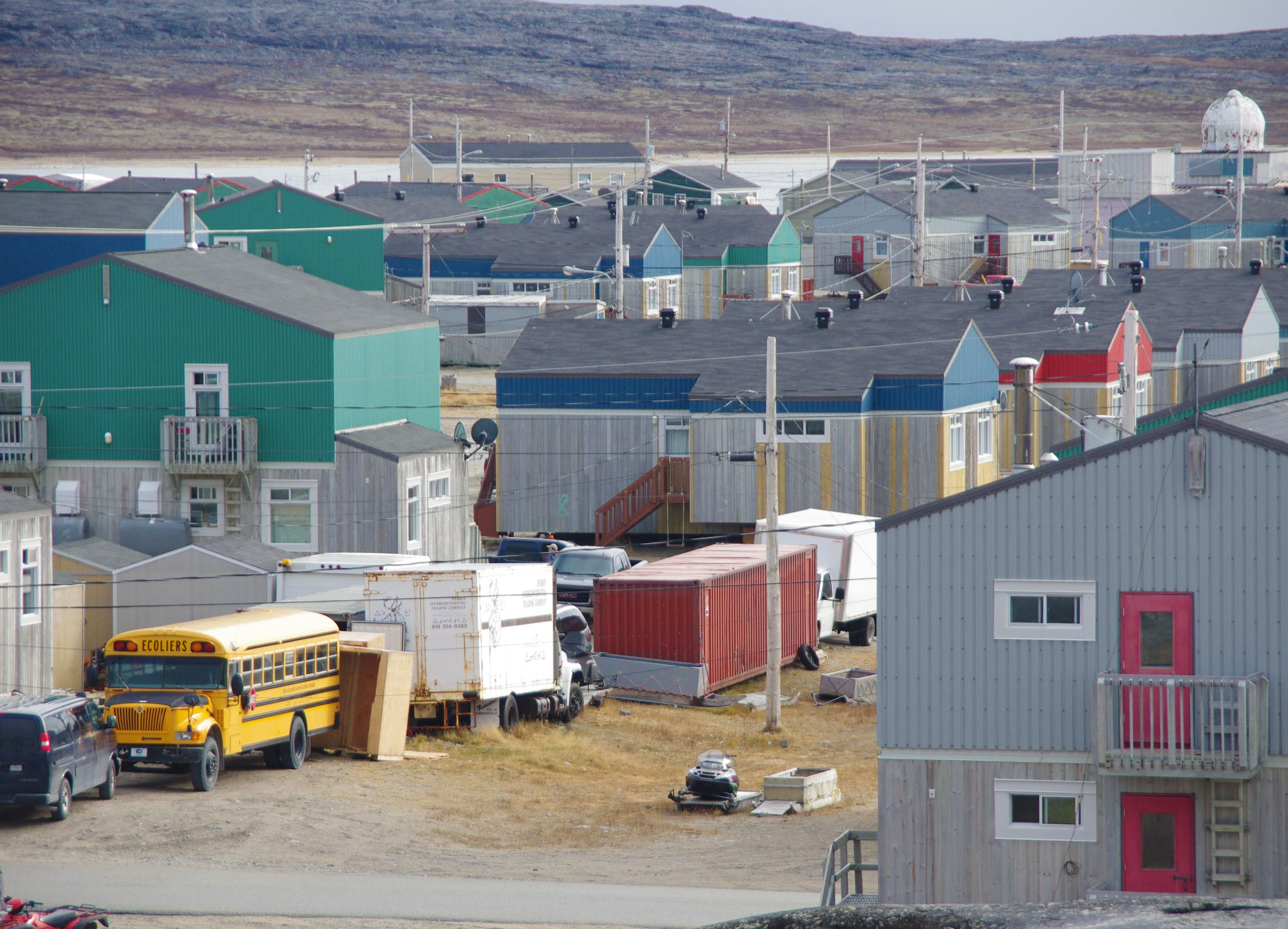
Le village nordique d'Inukjuak au Nunavik.

- les Itivimiut vivant le long de la rive orientale de la baie d'Hudson
- les Taqramiut vivant le long de la rive méridionale du détroit d'Hudson
- les Ungavamiut vivant autour de la baie d'Ungava

Leur population est estimée à environ 12 129 personnes en 2015. Leur langue est le nunavimmiutitut, un dialecte de l'inuktitut, parlé par la presque totalité des Inuit du Nunavik, soit 11 895 personnes en 2015. La connaissance de l'anglais et, dans une moindre mesure, du français est également répandue.

## Premières Nations iroquoiennes

### Wendats
Les Wendats sont un peuple autochtone dont le territoire approximatif au Québec correspond à l'actuelle région de la Capitale-Nationale et l'actuelle Chaudière-Appalaches. Eux-mêmes dénomment leur territoire Nionwentsïo. Ils sont établis dans une seule réserve, Wendake, qui se trouve enclavée dans la ville de Québec.
Leur population est estimée à environ 4 001 personnes en 2015. Leur langue est le wendat. En processus de revitalisation, elle n'est plus couramment utilisée. L'usage du français s'y est substitué.

### Kanien'kehá:ka (Mohawks)
Les Kanien'kehá:ka ou Mohawks (selon leur exonyme) constituent un peuple autochtone dont le territoire approximatif au Québec correspond au sud-ouest de l'actuelle Montérégie, à l'actuelle région de Montréal et au sud des actuelles Laurentides. Eux-mêmes dénomment leur territoire le Kanien:ke. Ils bénéficient de trois réserves et un établissement au Québec, soit Ahkwesáhsne et Kahnawà꞉ke en Montérégie ainsi que Tioweró:ton et Kaʼnehsatà꞉ke dans les Laurentides.
Leur population est estimée à environ 19 026 personnes en 2015. Leur langue est le kanien’kéha, parlée par environ 365 personnes en 2015. L'anglais est plus souvent utilisé.

## Premières Nations algonquiennes du Centre

### Anishinabeg (Algonquins)
Les Anishinabeg ou Algonquins (selon leur exonyme) constituent un peuple autochtone dont le territoire approximatif au Québec correspond aux actuelles régions de l'Abitibi-Témiscamingue et de l'Outaouais. Eux-mêmes dénomment leur territoire Nitakinan. Les Anishinabeg au Québec sont répartis dans neuf réserves et établissements, dont sept en Abitibi-Témiscamingue et deux en Outaouais.
Leur population est estimée à environ 11 748 personnes en 2015. Leur langue est l'anicinapemiȣin, parlée par environ 1 185 personnes en 2015. L'anglais ou le français, selon les communautés, sont plus souvent utilisés.
La tribu des Weskarinis vivaient toutefois principalement dans le secteur de la rivière de la Petite Nation, de la Lièvre et de la Rouge en Outaouais.

## Premières Nations algonquiennes du Nord

### Atikamekw Nehirowisiwok (Attikameks)
Les Atikamekw Nehirowisiwok ou Attikameks (selon leur exonyme) constituent un peuple autochtone dont le territoire approximatif au Québec correspond à l'actuelle Mauricie et au nord de l'actuelle Lanaudière. Eux-mêmes dénomment leur territoire Nitaskinan. Ils sont établis dans trois réserves, soit celle de Manawan, celle d'Obedjiwan et celle de Wemotaci.
Leur population est estimée à environ 7 608 personnes en 2015. Leur langue est l'atikamekw nehiromowin, parlée par la quasi-totalité de la population en 2015. La connaissance du français est également très répandue.

### Eeyou et Eenou (Cris)
Les Eeyou et Eenou ou Cris (selon leur exonyme) constituent un peuple autochtone dont le territoire approximatif au Québec correspond à l'actuelle région d'Eeyou Istchee Baie-James. Eux-mêmes dénomment leur territoire Eeyou Istchee, nom également reconnu par l'État québécois. Les Eeyou et Eenou au Québec sont répartis dans neuf villages eeyou et eenou, dont cinq situés sur les rives de la baie James et de la baie d'Hudson et quatre à l'intérieur des terres.
Leur population est estimée à environ 18 535 personnes en 2015. Leur langue est l'iiyiyiuyimuwin (dialecte du Nord) et l'iinuuayimuwin (dialecte du Sud), parlée par la quasi-totalité de la population en 2015. La connaissance de l'anglais et, dans une moindre mesure, du français est également très répandue.

### Innus
Les Innus, anciennement appelés Montagnais (selon leur exonyme), constituent un peuple autochtone dont le territoire approximatif au Québec correspond à l'actuelle Côte-Nord et à l'actuel Saguenay–Lac-Saint-Jean. Eux-mêmes dénomment leur territoire Nitassinan. Ils sont établis dans neuf réserves, dont sept situées sur la rive nord du fleuve Saint-Laurent, une située près de Schefferville et une dernière située en bordure du lac Saint-Jean.
Leur population est estimée à environ 19 955 personnes en 2015. Leur langue est l'innu-aimun, parlée par la grande majorité des Innus. La connaissance du français est également répandue.

### Naskapis
Les Naskapis constituent un peuple autochtone dont le territoire approximatif au Québec correspond au nord de l'actuelle Côte-Nord et au centre-est de l'actuel Nord-du-Québec. Eux-mêmes dénomment leur territoire Nuchimiiyu-chhiiy. Ils bénéficient d'une seule communauté, dont le statut est légiféré par la Loi sur les villages cris et le village naskapi, soit Kawawachikamach près de Schefferville.
Leur population est estimée à environ 1 321 personnes en 2015. Leur langue est l'iyuw-iyimuun, parlée par la presque totalité des membres de la nation. La connaissance de l'anglais comme langue seconde est également répandue. Ils présentent plusieurs caractéristiques culturelles et ethniques communes avec les Innus.

## Premières Nations algonquiennes de l'Est

### W8banakiak (Abénaquis)
Les W8banakiak ou Abénaquis (selon leur exonyme) constituent un peuple autochtone dont le territoire approximatif au Québec correspond à Montérégie-Est, Centre-du-Québec et l'Estrie. Eux-mêmes dénomment leur territoire Ndakinna. Ils sont établis dans deux réserves, soit celle d'Odanak et celle de Wôlinak dans la région du Centre-du-Québec.
Leur population est estimée à environ 2 780 personnes en 2015. Leur langue est l'aln8ba8dwaw8gan. En processus de revitalisation, elle est parlée par un faible nombre d'aînés. Le français et, dans une moindre mesure, l'anglais y sont plus souvent utilisés.

### Wolastoqiyik (Malécites)
Les Wolastoqiyik ou Malécites (selon leur exonyme) constituent un peuple autochtone dont le territoire approximatif correspond à l'actuel Bas-Saint-Laurent. Ils bénéficient de deux réserves, soit celle de Cacouna et celle de Kataskomiq, situées près de Rivière-du-Loup et appartenant à la Première Nation Wolastoqiyik Wahsipekuk.
Leur population est estimée à environ 1 171 personnes en 2015. Leur langue est le wolastoqey latuwewakon. En processus de revitalisation, elle n'est plus couramment parlée au Québec. Le français et, dans une moindre mesure, l'anglais s'y sont substitués.
Les Wolastoqiyik sont reconnus formellement par l'État québécois en 1989, ce qui fait d'eux la dernière nation autochtone à être reconnue comme telle par le gouvernement. Cette reconnaissance a notamment pour but de reconnaître les droits ancestraux et issus de traités dont bénéficient les peuples autochtones

### Mi'gmaq
Les Mi'gmaq ou L'nuk, aussi appelés Micmacs (selon leur exonyme), sont un peuple autochtone dont le territoire actuelle au Québec se limite à la Baie-des-Chaleurs dans la région Gaspésie–Îles-de-la-Madeleine où ils habitent. Eux-mêmes dénomment leur territoire Mi'kma'ki. Ils sont établis dans deux réserves, soit celle de Gesgapegiag et celle de Listuguj, et une importante bande, Gespeg, est également présente à Gaspé.
Leur population est estimée à environ 6 226 personnes en 2015. Leur langue est le mi’kmawi’simk, aussi appelée lnuismk. Elle est parlée par environ 485 personnes en 2015. L'anglais est plus souvent utilisé à Gesgapegiag et à Listuguj, et le français, à Gespeg.

## Métis
Le nom métis est également utilisé pour décrire les personnes ayant un parent membre des Premières nations.

### Métis de l'Est
Un ouvrage récent de l'anthropologue Michel Bouchard et al. avance l'idée que des Métis furent identifiés dans les provinces de l'Est du Canada, de façon collective et distinctive, en particulier dans l'Ouest du Québec et dans la région du Témiscamingue. Selon l'interprétation des documents archivistiques produite par Bouchard et al., les Métis de cette région auraient formé une population à la fois distincte des Indiens et des Euro-canadiens.
Les auteurs de cet ouvrage suggèrent ainsi l'existence d'une identité métisse historique dans l'Est du Canada qui dépasse sa réduction à un simple quota sanguin, au profit d'une identité métisse établie sur un continuum culturel que l'on retrouverait dans différentes régions du Canada. Il existe présentement un débat au sujet de l'existence des Métis dans les provinces de l'Est du Canada, pour deux raisons principales ; 
- la première est que les revendications collectives dites métisses au Québec et dans l'Est du Canada sont tardives. Il faut en effet attendre l'arrêt Powley de la Cour suprême canadienne (2003) qui formalise le statut métis inscrit dans la Constitution canadienne lors de son rapatriement en 1982 pour voir apparaître de telles revendications dans cette région, malgré d'ailleurs l'existence d'organisations plus anciennes disant représenter les Métis dans cette région (comme l'Alliance laurentienne des Métis et Indiens sans statut fondée en 1972 par Kermot A. Moore).
- La seconde raison a trait quant à elle à l'actuelle absence de preuves historiographiques d'une ethno-genèse métisse dans l'Est du Canada. Des auteurs tels que Darryl Leroux[29], Pierrot Ross-Tremblay[30], Kim Tallbear[31] ou encore Adam Gaudry[32] relèvent d'ailleurs que la vaste majorité des revendications métisses dans l'Est du Canada se fonde aujourd'hui sur l'approche principalement génétique des organisations qui entendent représenter les Métis de l'Est.

En d'autres termes, l'affiliation à ces organisations découle principalement d'une auto-déclaration de parenté autochtone de la part des individus, sur la base de recherches généalogiques et génétiques souvent hâtives et approximatives. Ces différents auteurs notent également la coïncidence entre l'émergence de ces nouvelles revendications métisses et l'opposition allochtone à la reconnaissance de droits territoriaux autochtones, le cas le plus flagrant étant celui de la transformation de l'Association pour les droits des Blancs (créée par André Forbes dans le but de s'opposer à la signature de l'Approche Commune entre les Innus et les gouvernements québécois et canadien) en Corporation métisse du Québec à la suite de l'arrêt Powley. 
Dans 2014 des académiques anglais suggèrent une vision inclusive, voire cumulative de cette identité, faisant état de différentes identités métisses au Canada ; on note cependant une résistance autochtone particulièrement forte aux nouvelles revendications métisses, notamment du fait que ces dernières visent souvent à contrecarrer les revendications de rapatriement territorial et de reconnaissance de droits portées par les organisations autochtones.

## Histoire

### À l'époque de la Nouvelle-France
Après les quelques contacts intermittents entre les Innus et les Mi'gmaq au Québec et les morutiers-baleiniers basques, ce n'est qu'au début du XVIIe siècle que de véritables échanges s'organisent autour de la traite des fourrures. Un premier poste de traite est ouvert à Tadoussac en 1600 et un deuxième à Québec en 1608. C'est à partir de cette époque que se développent de vastes réseaux commerciaux avec les Innus de Tadoussac pour les territoires nordiques et les Anishinabeg, puis les Wendats pour la région des Grands Lacs. En plus des échanges entre Autochtones et Français, la traite des fourrures permet donc d'élargir les relations commerciales entre les Premières Nations de tout le continent. Selon la tradition royale française, les peuples qui se trouvent placés sous la couronne de France sont tous libres, le roi jure de défendre et de protéger leurs libertés, en sorte que tous les autochtones reçoivent la naturalisation et la citoyenneté française, dès lors qu'ils sont baptisés, formalité pouvant se faire collectivement. Il est de ce fait impossible de les soumettre à l'esclavage, condition qui n'est tolérée que dans les Îles françaises à partir de la promulgation en 1685 de l' Ordonnance ou Édit du roi sur les esclaves des îles d'Amériques, où d'ailleurs les Kalinago ont toujours été libres. Les libertés de ces peuples que les rois de France s'engagent à défendre, résident dans leurs coutumes juridiques, dans leurs langues, dans leurs institutions, dans leurs propriétés, et plus généralement dans toutes leurs traditions particulières. Comme pour les autres régions françaises, des juristes sont missionnés par le pouvoir royal auprès des différentes nations autochtones pour les identifier, recueillir leurs coutumes juridiques et leurs traditions.
D'un autre côté, la participation à ces commerces longues distances favorise la propagation rapide des microbes et virus de l'Ancien-Monde ce qui provoque des conséquences dévastatrices sur la démographie des peuples autochtones. Un malheur ne venant pas sans l'autre, la traite des fourrures et la baisse démographique de plusieurs tribus provoquent des guerres interminables entre les nations. Pour profiter de cette manne en provenance de l'Europe, chaque peuple essaye de trouver la meilleure place dans cet échiquier commercial en scellant des traités d'amitiés et d'alliances avec les Français. À titre d'exemple, Champlain accompagne à trois reprises ses alliés Innus, Anishinabeg et Wendats contre les Iroquois. Pour ces derniers, armés par les Néerlandais de la Nouvelle-Néerlande, en plus des raisons habituelles de faire la guerre, ils veulent aussi faire des prisonniers pour remplacer les victimes des épidémies. Toutes ces guerres inter-tribales prennent fin avec la Grande Paix de Montréal, en 1701. Les rivalités entre Français et Britanniques pour le contrôle du commerce des fourrures se terminent finalement avec la Conquête de 1760. Pourtant, l'arrivée des Britanniques ne met pas fin aux diverses alliances adoptées durant le Régime français. Au contraire, la Conquête place les Autochtones en position de force devant le nouvel occupant. Peu de temps avant la Capitulation de Montréal, ils ont même négocié, comme les Français d'ailleurs, une garantie qui leur permettait de garder leurs territoires, leurs cultures et le libre exercice de la religion catholique. C'est ce que nous retrouvons dans le texte de la Proclamation royale du 7 octobre 1763 qui définit pour la première fois cette relation impériale tripartite, tout à fait unique.

### Acte pour encourager la civilisation graduelle
Quelques années plus tard, en 1857, est adoptée une loi visant ouvertement l'assimilation des Indigènes. Au cœur de cette loi se trouve le concept d'émancipation. En renonçant à son patrimoine, un membre d'une communauté autochtone de sexe masculin répondant à certaines conditions peut devenir un citoyen à part entière. Un Autochtone âgé de 21 ans, parlant français ou anglais, ayant reçu une éducation élémentaire, réputé de bonne moralité et sans dettes, peut être déclaré émancipé ou cessé d'être considéré comme un Autochtone. Ce faisant, il devient un citoyen au même titre que les autres. Pour favoriser cette pratique, on accorde aux Autochtones émancipés un titre de propriété absolu sur une terre de 20 hectares dans une réserve, plus leur part d'annuités versées auparavant à la bande. Dans la réalité, l'obtention de ce titre de propriété par un Autochtone émancipé permet l'éclatement des communautés par l'intérieur. Non seulement les collectivités perdront des membres les uns après les autres, mais elles perdront des espaces territoriaux sur des terres réservées déjà extrêmement exiguës. Les gouvernements tribaux viennent de perdre le contrôle exclusif sur les terres des réserves.

### Paix des Braves
La Paix des Braves permet d’envisager avec confiance le développement économique du territoire de la Baie-James pour un avenir commun de prospérité et de coopération et les Eeyou et Eenou sont les principaux acteurs.

### Fin définitive du mode de vie traditionnel
Dès les premières décennies du XXe siècle, au moment où les compagnies forestières s'enfoncent plus profondément dans la forêt boréale, le développement de l'hydroélectricité s'installe sur les principaux affluents du Saint-Laurent. Cette abondance d'énergie nouvelle permet la création de l'industrie de l'aluminium et le développement accéléré du secteur des pâtes et papiers. Tous ces changements bouleversent de façon irrémédiable les activités de chasse, de pêche et de piégeage des Autochtones au Québec. Après la crise économique de 1929, l'industrie minière qui est restée passablement tranquille jusqu'alors, commence un important développement dans le Moyen-Nord québécois. Des routes, des chemins de fer, de nouvelles installations hydroélectriques deviennent alors nécessaires ce qui perturbe considérablement les écosystèmes dont dépendent les Autochtones pour leur survie. La dépendance envers les aides gouvernementales s'accentue alors, ce qui favorise un peu plus le phénomène de sédentarisation et la perte d'autonomie. À partir de 1950, plusieurs nouvelles réserves s'ajoutent aux 24 déjà existantes au Québec. De plus, la scolarisation obligatoire des jeunes membres des tribus autochtones finit de bloquer totalement la transmission du savoir traditionnel d'une génération à l'autre. La perte de l'identité culturelle autochtone est alors poussée à son paroxysme. Le rapport Hawthorn sur les conditions de vie des Autochtones du Canada, publié au milieu des années 1960, souligne que, jusqu'à la Deuxième Guerre mondiale, les « réserves indiennes constituaient, au milieu des territoires relevant des gouvernements provinciaux, des splendeurs solitaires ou vivaient des groupes isolés soumis à la juridiction du gouvernement fédéral ». « La splendeur solitaire de leur isolement était à la fois géographique, économique, politique et culturelle, et le régime juridique particulier procédant de la Loi sur les Indiens renforçait cet isolement ». En 1969, le gouvernement fédéral nouvellement élu souhaite, comme d'ailleurs bien d'autres canadiens à l'époque, éliminer les obstacles qui semblent empêcher les Autochtones de participer pleinement à la prospérité du Canada. Il publie un livre blanc sur la politique relative aux Autochtones, à la suppression progressive de la responsabilité du gouvernement à l'égard des Autochtones et de la protection des terres de réserve, à l'abrogation de la Loi sur les Indiens et à l'extinction des traités. Le mot d'ordre du gouvernement est l'égalité et son but apparent est, « la participation entière, libre et égale, non discriminatoire de l'Indien à la vie sociale de notre pays » à condition « qu'à l'état de dépendance dans laquelle il se trouve actuellement soit désormais substituée une situation d'égalité ». L'assimilation demeure toujours l'objectif à atteindre, mais celle-ci est reformulée dans des termes plus heureux de citoyenneté et d'égalité. Surpris par l'ampleur et l'ardeur de l'opposition à ce programme, le gouvernement doit retirer sa proposition en 1970. Ainsi, la Loi sur les Indiens, essentiellement inchangée, demeure encore en vigueur aujourd'hui.

« Il reste que la plupart des observateurs non-autochtones s'accordent pour dire qu'il est impossible, dans le cadre de la Loi sur les Indiens, de réaliser des progrès en matière d'autonomie gouvernementale et de développement économique et d'éliminer les problèmes sociaux qui frappent de nombreuses collectivités indiennes. Bien qu'ils en soient les critiques les plus sévères, les Indiens sont souvent forts réticents à voir la loi abrogée ou même modifiée. Beaucoup évoquent le caractère quasi sacré des droits et protections qu'elle établit, bien qu'assortis d'autres dispositions paternalistes et contraignantes qui empêchent les Indiens d'assumer leur pleine destinée. Il s'agit là du premier et du plus important paradoxe qu'il faut comprendre si l'on veut renouveler le partenariat entre les Premières nations et les autres Canadiens »

— Rapport de la Commission royale sur les peuples autochtones

### Nouveaux rapports avec les Autochtones
En décembre 2012, le mouvement pancanadien Idle No More, initié au Québec par Widia Larivière et Melissa Mollen Dupuis, attire l'attention des médias grand public sur de nombreux problèmes vécus par les Autochtones au Québec.
En 2015, le gouvernement du Québec reconnaît officiellement que les autochtones de son territoire ont été victimes d'un génocide culturel, notamment mis en œuvre avec le régime des pensionnats.
En 2016, la tenue de la Commission Écoute, réconciliation et progrès est annoncée par le gouvernement du Québec, pour faire la lumière sur le racisme systémique des membres du pouvoir exécutif à l'encontre des autochtones.

## Histoire géographique

### Extension territoriale de 1898
En 1763, la Nouvelle-France est cédée à l'Angleterre qui crée, par la Proclamation royale, la province de Québec. Entre la Terre de Rupert et la province nouvellement créée, s'insère un domaine autochtone. Avec l'Acte de Québec en 1774, le domaine autochtone est aboli et la limite sud de la Terre de Rupert devient la limite nord de la province. Après 1774, les lois subséquentes de 1791 et de 1867 ne modifient pas la frontière septentrionale de la province. Avec la cession de la Terre de Rupert au Dominion du Canada en 1870, ce territoire est annexé aux Territoires du Nord-Ouest. En 1875, une loi est adoptée prévoyant la division des TNO en districts provisoires. C'est en vertu de cette loi que le district de l'Ungava est créé. En 1898, le Québec entreprend des démarches pour étendre son territoire plus au nord. Cet acte de 1898, concernant la délimitation des frontières de la province, est adopté et sa frontière nordique s'étend maintenant jusqu'à la rivière Eastmain. Les bandes d'Eeyou et d'Eenou de la baie James se retrouvaient alors sous deux juridictions territoriales. Les bandes les plus nordiques demeuraient sous la tutelle territoriale (TNO) et celles plus au sud devenaient subitement, des citoyens de la province de Québec.

### Extension territoriale de 1912
En 1907, une requête du Québec adressée au gouvernement fédéral demande que soit annexé à la province ce qui correspond au district de l'Ungava tel que défini par la loi de 1898, en y incluant les îles côtières. En 1912, la Loi d'extension des frontières du Québec confère ce territoire à la province sans toutefois inclure les îles qui demeurent sous la juridiction des Territoires du Nord-Ouest. Le fédéral invoque leur difficile inventaire et l'importance stratégique pour la navigation, le commerce et la défense. Déjà à cette époque, le projet d'exporter du blé de l'Ouest canadien par un port de la baie d'Hudson ou de James était sur les planches à dessin. C'est donc au tour des Inuits au Québec de changer de juridiction territoriale à l'exception des îles côtières où ils chassaient depuis des millénaires. Dans les années 1960, la commission d'étude sur l'intégrité du territoire québécois s'est penchée sur la question de ces îles périphériques. Cette étude met en évidence, que pour une raison purement géographique, les îles auraient dû être intégrées à la province. Les arguments de 1912 ne résistent pas à l'analyse si l'on prend en considération que le fédéral n'a jamais établi aucune installation à la navigation et n'a jamais empêché le Québec de le faire. Le rapport des commissaires dit que le rattachement aux Territoires du Nord-Ouest des îles littorales et périphériques ne se justifie ni par la géographie, ni par l'histoire, ni par la praticabilité administrative, ni par les motifs invoqués en 1912 lors de l'extension des frontières. De plus, cette frontière est définie comme étant le rivage. Or, le rivage, ou plus précisément l'estran où s'exerce l'action des marées, n'est pas une limite territoriale fixe et arrêtée. Ce n'est qu'avec la Convention de la baie James et du Nord québécois et des lois qui en dérivent, notamment la Loi sur le régime des eaux de 1978, que cette frontière est définitivement fixée comme étant la ligne des basses eaux. Par ailleurs, des négociations étaient toujours en cours au sujet des droits d'exploitation de ces îles entre les divers niveaux de gouvernement, le Grand Conseil des Cris et la Société Makivik et un modèle de frontière partagée entre le Québec et le Nunavut ferait partie des discussions.

### Frontière Québec-Labrador de 1927
En 1902, la Grand River Pulp and Lumber Company reçoit un permis de coupe de bois octroyé par Terre-Neuve qui lui permet d'étendre ses activités de part et d'autre de la rivière Hamilton à partir du lac Melville. Le Québec soutient alors que le territoire au sud du cours d'eau lui appartient et adresse une protestation au président de la compagnie. L'affaire se retrouve entre les mains du lieutenant-gouverneur du Québec qui transmet à Ottawa un mémoire le priant de prendre les mesures nécessaires pour que soit respectée l'intégrité territoriale du Québec. Après de nombreuses démarches, l'affaire est portée au Conseil privé de Londres qui entend la cause en 1926. L'année suivante, le rapport est approuvé et la dernière frontière externe du Québec est alors établie. Le Québec n'a jamais acquiescé à ce jugement ou statué sur la question de cette frontière interprovinciale. Cette fois, ce sont une partie des Innus du Labrador qui se retrouvent citoyens de la colonie britannique de Terre-Neuve, donc juridiquement séparée des bandes au Québec et automatiquement exclus de la Loi sur les Indiens de Canada.

## Art chez les Autochtones
Les peuples autochtones au Québec ont exprimé leurs sentiments, leurs sensations et leurs aspirations à travers une multitude de formes d’art.
Ces traditions artistiques sont les plus diversifiées et anciennes retrouvées au Canada.
Cette grande variété comprend la sculpture sur bois, les ouvrages en piquant de porc-épic, les peintures sur peau et plusieurs autres.
L’art autochtone ne s’inspire pas seulement du monde tangible, mais aussi grandement du monde spirituel. Ces grands peuples avaient une conception particulière de l’harmonie qui régnait dans l’univers et à laquelle il fallait s’intégrer.
Les autochtones utilisent les éléments de la nature afin de concocter leurs couleurs qu’ils obtenaient à partir de plantes et de fleurs.
Lorsque l’art autochtone fut découvert par les Européens, il causa un véritable émoi. Ces chefs-d’œuvre furent très rapidement admirés pour leur audace, leur ingéniosité et l’habileté technique des artistes autochtones.
Les Européens qui furent de prime abord impressionnés par ces œuvres ne furent pas en mesure d’apprécier leur valeur, l’art autochtone étant trop différent du leur.
C’est vers les années 1920, que l'art autochtone s’est épanoui auprès des américains. Chaque peuple autochtone, de la période préhistorique, avait sa propre forme d’art.
Les Inuits étaient connus pour leurs sculptures, les Eeyou et Eenou célèbres pour leurs piquants de porc-épic ou encore les Anichinabés admirés pour leurs sculptures sur bois,.

### Art chez les Eeyou/Eenou et les Naskapis
Les Eeyou et Eenou, situés au nord du Québec tout près de la baie James, ont exprimé leurs arts à travers une multitude d’objets pratiques et esthétiques.
Ils utilisaient les piquants de porc-épic peints de plusieurs couleurs afin de décorer leurs ceintures, leurs chemises, leurs robes et leurs mocassins.
Les Eeyou/Eenou et les Innus peignaient les peaux qu’ils utilisaient pour leurs couvertures, leurs sacs, leurs jambières, etc. Ils les ornaient très souvent de motifs géométriques en utilisant les couleurs qu’ils étaient capables de créer tel que le jaune, le rouge, le bleu-vert et parfois du noir.
L’esprit des animaux était au sein des valeurs spirituelles de ce peuple, les Eeyou et Eenou gravaient des images représentants des animaux sur leurs outils fabriqués à partir d’os d’animaux,.

### Art chez les Anishinabeg
Les Anishinabeg (peuple algonquien vivant au sud du Québec) avaient des traditions artistiques différentes de celles de leurs compatriotes nordiques.
Les animaux étant d’une importance fondamentale, ils respectaient la loutre et le rat musqué qui étaient sacrés pour eux. À l’aide de la peau de ces derniers, les Anichinabés confectionnaient des sacs-médecine qui servaient à conserver le tabac.
Ces Algonquiens ornaient leurs sacs de délicats motifs répétés, ayant chacun leur signification religieuse distincte.
Les Anichinabés sont notamment reconnus pour leurs immenses talents pour la sculpture sur bois, ils confectionnaient des poupées et d’autres petits objets nécessitant une minutie hors du commun. Ils adoptèrent par la suite la tradition de mâts totémiques, qu’ils sculptaient s’inspirant de leur propre mythologie,.

### Art chez les Inuits
Les Inuits sont un peuple autochtone situé dans l’extrême nord du Québec. Ils sont notamment connus internationalement pour leurs sculptures. Ce peuple nordique a exprimé son art à travers les matériaux qu’ils trouvaient dans leurs régions comme l’ivoire, l’os, le cuir ou la pierre. Les Inuits sont de merveilleux sculpteur capable de transformer n’importe quel objet utilitaire en une magnifique statuette représentant un animal ou un humain, cependant ces autochtones étaient plus soucieux de représenter des animaux dans leurs œuvres que des êtres humains. Dans les croyances inuites, l’animal est essentiel à la vie, ainsi de nombreuses œuvres représentent des animaux. Les Inuits utilisaient notamment comme modèle les animaux les plus importants pour leur survie, c’est-à-dire l’ours, le caribou, la baleine et le phoque. La forme d’art la plus connue chez les Inuits est la sculpture de la pierre, l’ingéniosité dont ils font preuve est parfois surprenante. Lors de rituels religieux, les Inuits confectionnaient des masques qu’ils agrémentaient de gravures représentant des séries d’animaux et de phénomènes naturels.

## Habitudes alimentaires des Autochtones
Les Québécois d’aujourd’hui ont beaucoup d’habitudes alimentaires qui proviennent des autochtones. En effet, dans les années 1700, les autochtones et les Européens ont fait beaucoup d’échanges commerciaux et culturels.

### Chasse et pêche pour les peuples algonquiens
Les Anishinabeg, les Atikamekw Nehirowisiwok, les Eeyou/Eenou, les Innus, les Mi'gmaq et les Wolastoqiyik, sont tous des peuples autochtones qui vivaient dans la forêt boréale et la forêt transitionnelle du Québec. Les chasseurs de ces peuples sont reconnus pour être habiles.
Ces hommes et femmes étaient à la fois chasseurs, trappeurs et pêcheurs. Pour s’assurer de faire leur travail efficacement, ceux-ci parcouraient les cours d’eau en canot pendant l’été et durant la saison froide, ils pêchent sous la glace. Ils chassaient plus précisément l’orignal, le caribou, le chevreuil, l’ours, l’oie et le canard.
Pour combler leurs besoins alimentaires, ils avaient également recours au trappage. Les animaux qui étaient le plus souvent trappés par ces peuples autochtones étaient le rat musqué, le castor et le lièvre.

### Alimentation traditionnelle
Les peuples autochtones consommaient également des tisanes. Ces tisanes étaient faites de feuilles, d’écorce, de tiges et de fruits d’arbustes. Elles étaient même utilisées comme des traitements médicaux. De nos jours, nous consommons encore beaucoup de ces tisanes traditionnelles que les autochtones préparaient[style à revoir].
Les Iroquois, contrairement aux autres peuples, mangent beaucoup moins de viande que les autres peuples. La viande telle que le poisson et le petit gibier étaient utilisés comme complément aux plats de maïs, de haricots, courges, de graines de courges et de tournesols.
La graisse du castor ou de l’ours était parfois bouillie avec des bleuets, faisant de celle-ci un bon repas pour les enfants. Le pemmican était un mets qu’on l’on préparait en mélangeant de la viande séchée et broyée avec de la graisse d’ours. Les autochtones consommaient également des œufs de canards. Il était également capable de faire bouillir de la sève de bouleau pour en faire du sirop. Dans les périodes plus difficiles, les autochtones avaient recours à certaines racines pour se nourrir, ceux-ci pouvaient également manger certaines parties de l’écorce des peupliers et des bouleaux.

### Cuisson et conservation de la nourriture
Afin de préserver leur nourriture durant les longs hivers froids, les Béothuks, les Mi'gmaq, les Wolastoqiyik, les Innus et les Naskapis, les Saulteux, les Anishinabeg et les Eeyou et Eenou font assécher la viande, le poisson et les fruits. Les autochtones étaient reconnus pour faire fumer leurs viandes, en choisissant bien l’espèce de bois et le temps de cuisson afin que leur viande ait le meilleur goût possible. Les méthodes de cuissons des aliments varient beaucoup selon la région et les aliments disponibles. Faire cuire la nourriture sur des brochettes était très répandu. De plus, le peuple des Innus avait la particularité de faire cuire leur poisson en les recouvrant d’argile afin de pouvoir les faire cuire dans le sable. Il était très fréquent que les autochtones fassent baigner leurs morceaux de viande dans une soupe assaisonnée avec diverses épices afin de rehausser le goût de leur nourriture.

### Échanges culturels entre autochtones et européens
Vers le milieu des années 1700, les autochtones ont montré aux Européens à faire pousser un peu plus de 29 espèces de légumes qui leur étaient inconnus. Ils leur ont montré entre autres la tomate, la pomme de terre, la courge, le concombre, et les haricots. Le maïs est un autre aliment qui était inconnu des Européens avant leur arrivée en Amérique, les autochtones avaient nommé ce plant ozisy. Les Européens ont également montré certains aliments aux Autochtones lors de leur arrivée au Canada. Ce sont les Européens qui ont montré le sucre, le lard salé, le thé, la farine de blé et d’avoine, le porc, le bœuf, le lait et le saindoux aux autochtones,,.
Pour conclure, les québécois d’aujourd’hui et les Européens des années 1700 ont beaucoup appris des coutumes alimentaires des autochtones traditionnelles et vice-versa.

## Personnalités
- Ahuntsic, compagnon de voyage de Nicolas Viel
- Anadabijou, chef
- Taiaiake Alfred, universitaire
- Christian Awashish, chef
- Constant Awashish, homme politique
- Michèle Audette, femme politique
- Joséphine Bacon, poétesse
- Sonia Bonspille-Boileau, cinéaste
- Kateri Champagne Jourdain, femme politique
- Bernard Cleary, homme politique
- Myra Cree, journaliste
- Beatrice Deer, artiste
- Tracey Deer, scénariste
- Naomi Fontaine, écrivaine
- Ellen Gabriel, militante
- Jonathan Genest-Jourdain, homme politique
- Max Gros-Louis, chef
- Kaniehtiio Horn, actrice
- Elisapie Isaac, artiste
- Kawennáhere Devery Jacobs, actrice
- Michel Jean, journaliste et écrivain
- Natasha Kanapé Fontaine, écrivaine
- Richard Kistabish, homme politique
- Kondiaronk, chef
- Rita Mestokosho, écrivaine
- Melissa Mollen Dupuis, animatrice
- Isabelle Montour, interprète
- Alwyn Morris, olympienne
- Nescambiouit, chef
- Jean-Paul Nolet, animateur
- Joe Norton, chef
- Alanis Obomsawin, documentariste
- Diane Obomsawin, cinéaste
- Joseph Onasakenrat, chef et pasteur
- Dominique Pétin, actrice
- Ghislain Picard, militant
- Louis-François Richer-Laflèche, évêque catholique
- Laurie Rousseau-Nepton, astronome
- Samian, rappeur
- Robert Simpson, hockeyeur
- Mary Simon, gouverneure générale du Canada
- Christine Sioui-Wawanoloath, artiste
- Konrad Sioui, chef
- Monique Sioui, militante
- Guy Sioui Durand, sociologue de l'art
- Skawennati, artiste
- Kahsennenhawe Sky-Deer, cheffe
- Kateri Tekakwitha, sainte catholique
- Tessouat, chef
- Mary Two-Axe Earley, militante
- Nicolas Vincent, chef
- Zacharie Vincent, artiste
- Florent Vollant, artiste
- Stanley Vollant, médecin
- Sheila Watt-Cloutier, militante
- Alexis Wawanoloath, homme politique

## Droits acquis
- Convention de la Baie-James et du Nord québécois
- Charte de la langue française
- Constitution du Canada

#### Ouvrages
- Alain Beaulieu, Les Autochtones du Québec : des premières alliances aux revendications contemporaines, Québec, Musée de la civilisation et Édition Fides, 2000, 124 p. (ISBN 978-2-7621-2221-3).
- Denys Lamontagne, Le Québec autochtone : 11 nations, 54 communautés, Wendake, Les Éditions La griffe de l'Aigle, 1996, 288 p. (ISBN 978-2-9805111-0-3).
- Jean-Pierre Sawaya, Alliance et dépendance : Comment la Couronne britannique a obtenu la collaboration des Indiens de la vallée de Saint-Laurent entre 1760 et 1774, Sillery (Québec), Septentrion, 2002, 203 p. (ISBN 978-2-89448-333-6, présentation en ligne).
- Keith Crowe, Histoire des autochtones du Nord canadien, Montréal, Hurtubuise HMH, 1974.
- Michel Noël, Amérindiens et Inuits : Guide culturel du Québec, Saint-Laurent, Éditions du Trécarré, 1996.
- Michel Noël, Le Québec amérindien et inuit, S. Harvey, 1997, 58 p. (ISBN 978-2-921703-06-2).

#### Articles scientifiques
- « Les nations indiennes au Québec », Histoire, monde et cultures religieuses, vol. 3, no 27,‎ 2013, p. 17-18 (DOI 10.3917/hmc.027.0017, lire en ligne).
- Jean Morisset, « Québec, Baie-James et Premières Nations : ou la décolonisation assujettie », Nouveaux Cahiers du socialisme, no 18,‎ 2017, p. 79-89 (lire en ligne).
- Martin Simard, « Le Nord québécois : un plan, trois régions, neuf défis », Recherches sociographiques, vol. 58, no 2,‎ 2017, p. 263-295 (lire en ligne).